# Емфаза
Емфа́за, емфа́зис (англ. emphasis) у телекомунікаціях, музиці, електроніці — навмисне спотворення звукового сигналу методом корекції АЧХ з метою зменшення шумів ВЧ складових аудіосигналу та розширення динамічного діапазону звучання. Розрізняють pre-emphasis та de-emphasis — відповідно попередня корекція і наступна корекція сигналу на виході.
Емфаза (від дав.-грец. ἔμφασις «виразність») у риториці — напруженість мови, посилення її емоційної виразності, виділення якогось елемента за допомогою інтонації, повторення, звертань, запитань тощо.